# Suzanne Demarquez
Suzanne Demarquez (ur. 5 lipca 1899 w Paryżu, zm. 23 października 1965 w Clichy-la-Garenne) – francuska kompozytorka, pedagożka i krytyczka muzyczna.

## Życiorys
Studiowała muzykę w Konserwatorium Paryskim, otrzymała tamże nagrodę ze znajomości historii muzyki oraz z czytania nut. Zajmowała się nauczaniem muzyki i krytyką muzyczną. Napisała książkę o Hectorze Berliozie, która została wydana w 1969 roku.

## Twórczość
Pisała muzykę orkiestrową, kameralną, utwory chóralne, dzieła na głos i fortepian. Wybrane utwory:
- Sonatine pour orchestre[1]
- Variations, interlude et tarantelle (1927)[1]
- Rapsodie lyrique na skrzypce i fortepian[1]
- Bosphore, muzyka kameralna (1957)[4]
- Thesée à Marseille, opera[3]